# Cleora rufigrisea
Cleora rufigrisea là một loài bướm đêm trong họ Geometridae.